# Alfio Piva Mesén
Alfio Piva Mesén (Goicoechea, 9 de enero de 1940) es un científico y ambientalista costarricense, médico veterinario de profesión y doctor en fisiología animal. Rector de la Universidad Nacional de Costa Rica y director ejecutivo del InBio. Electo Primer Vicepresidente de la República de Costa Rica en la administración de Laura Chinchilla Miranda (2010-2014).
Es hijo del italiano Alfio Piva Cugola, nativo de Ostiglia (Mantua), que emigró a Costa Rica en 1914
siendo muy niño y de Carmen Mesén. Desde el 7 de diciembre de 1966 está casado con Ginette Rodríguez Vargas y tienen tres hijos, Alfio, Alessandro y Giancarlo Piva Rodríguez. Este último falleció en un accidente de tránsito en enero de 2009.

## La Universidad Nacional
Fue miembro de la comisión que sentó las bases de la Universidad Nacional, junto a figuras como Óscar Arias Sánchez, Francisco Pacheco Fernández, Rosemary Karpinsky Dodero, Roberto Murillo y el que finalmente fue su primer rector, el Presbítero Benjamín Núñez.
Con apenas 37 años, Alfio Piva sucede al Presbítero Benjamín Núñez como rector de la UNA. Originalmente se discutió que la sucesora fuese la escritora Carmen Naranjo, pero ella declinó la postulación al estimar que no tenía la fuerza política para resolver la crisis financiera de la UNA en ese momento. Los postulados como candidatos fueron Roberto De la Ossa, Director de la Escuela de Relaciones Internacionales y Alfio Piva, Director de la Escuela de Veterinaria. Las elecciones se llevan a cabo el 4 de noviembre de 1977.

## Otros cargos docentes y administrativos
Alfio Piva también trabajó como académico en la Escuela de Agronomía de la Universidad de Costa Rica, donde también fue director fundador de la carrera de Zootecnia; enseñó en el Centro Agronómico Tropical de Investigación y Enseñanza (CATIE), presidió el Consejo Nacional para Investigaciones Científicas y Tecnológicas (CONICIT), y desde finales de los 80 trabajó en el (INBio), donde actualmente fungió como director ejecutivo.
En 1995 ganó el Premio Príncipe de Asturias de Investigación Científica y Técnica en conjunto con sus colegas del Instituto Nacional de Biodiversidad (INBio). La Universidad Nacional lo declara profesor emérito en agosto de 2009.

## Primer Vicepresidente de la República de Costa Rica
Al postular su candidatura para la Presidencia de la República para el período (2010-2014), Laura Chinchilla lo presenta como candidato a Primer Vicepresidente de la República de Costa Rica, junto a Luis Liberman Ginsburg, Segundo Vicepresidente. La fórmula resulta elegida el 7 de febrero de 2010 y toman posesión de sus cargos el 8 de mayo de 2010, en sucesión del gobierno de Óscar Arias Sánchez.

## Condecoraciones
- Gran Cruz de la Orden de los Cinco Volcanes de Guatemala (2011).[6]